# Florarige
Et Florarige er et område, der er kendetegnet ved en selvstændig vegetationskarakter, og som er opstået uafhængigt med egen fylogenese. Florarigerne rummer store forskelle, de viser en høj grad af særpræg, og de afspejler den geologiske udvikling på kontinenterne. De kan ofte skelnes fra hinanden på plantegrupper af meget omfattende karakter (familier og slægter). Disse grupper betegner man som floraelementer i det pågældende plantegeografiske område. Florarigerne er de største, floristiske enheder, som bruges til en meget grov inddeling. De opdeles gerne i florazoner, der så igen underdeles i floraområder. 
Det er ofte naturlige grænser, der virker som afgrænsning af florarigerne. Det kan f.eks. være bjergkæder, oceaner eller ørkener, der hindrer planteslægterne i at udbrede sig. Når disse grænser er særligt gamle og virkningsfulde, er der gået rigtigt lang tid, hvor der har kunnet ske en individuel udvikling af selvstændige arter. I så fald er kontrasten til andre florariger desto mere udpræget. Selv på små områder kan der dog opstå forskelle mellem egne med en særlig flora (floraegne). 
Man opdeler jorden i seks kontinentale florariger og ét oceanisk florarige:
- Holarktis – hele den nordlige halvkugle, bortset fra troperne (svarer til de Palæarktiske og Nearktiske økozoner)
- Palæotropis – "den gamle verdens troper": Afrika syd for Sahara (men uden sydspidsen), Indien og Oceanien (svarer til den Indomalayiske økozone og den Afrotropiske økozone undtagen Kap-provinsen)
- Neotropis – "den nye verdens troper": Sydamerika (men uden den sydligste spids) og Mellemamerika (svarer til den Neotropiske økozone uden sydspidsen)
- Australis – Australien (svarer til den Australasiske økozone)
- Capensis – Kapregionen i Sydafrika
- Det oceaniske florarige – isolerede øer i verdenshavet, specielt i Stillehavet
- Antarktis – Antarktis, subantarktiske øer som f.eks. Kerguelen, sydspidsen af Sydamerika og den sydvestlige del af New Zealand